# Alessandro Altobelli
Alessandro Altobelli, född 28 november 1955 i Sonnino i Italien, är en före detta fotbollsspelare.
Altobelli var stor anfallsstjärna i Inter och italienska landslaget under 1980-talet. Han gjorde 25 mål på 61 landskamper mellan 1980 och 1988 och blev världsmästare 1982. I VM-finalen 1982 började han på avbytarbänken, men fick komma in redan i den åttonde minuten, då Francesco Graziani skadat sig. Det skulle visa sig bli ett lyckat byte, eftersom Altobelli gjorde ett av Italiens tre mål. Altobelli deltog även i VM 1986 samt EM 1980 och 1988. Med klubblaget Inter blev han italiensk mästare 1980.
Mellan 1977 och 1988 spelade Altobelli 317 ligamatcher för Inter och gjorde på dessa matcher 128 mål. Han representerade även Brescia och Juventus.